# Наручний годинник

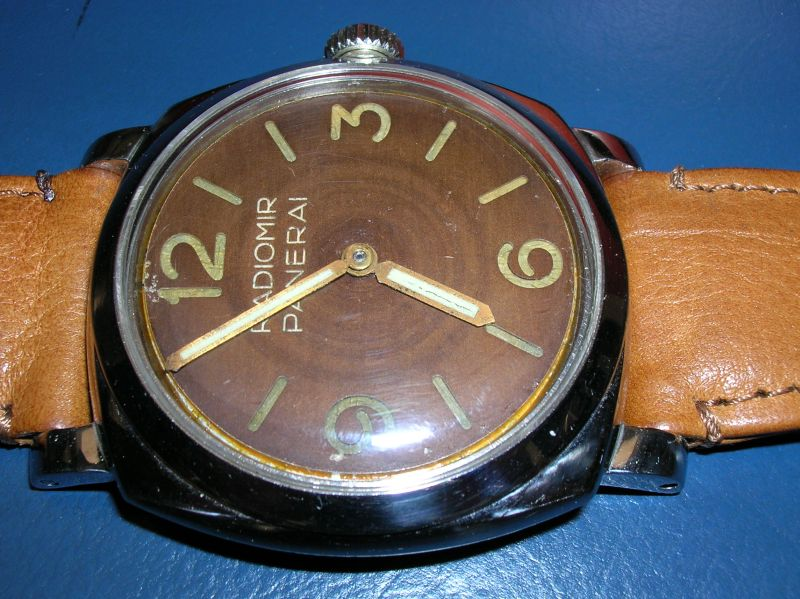
Панераї-Радіомір, колекційний наручний годинник фірми «Panerai», відомий зокрема завдяки Сільвестрові Сталлоне

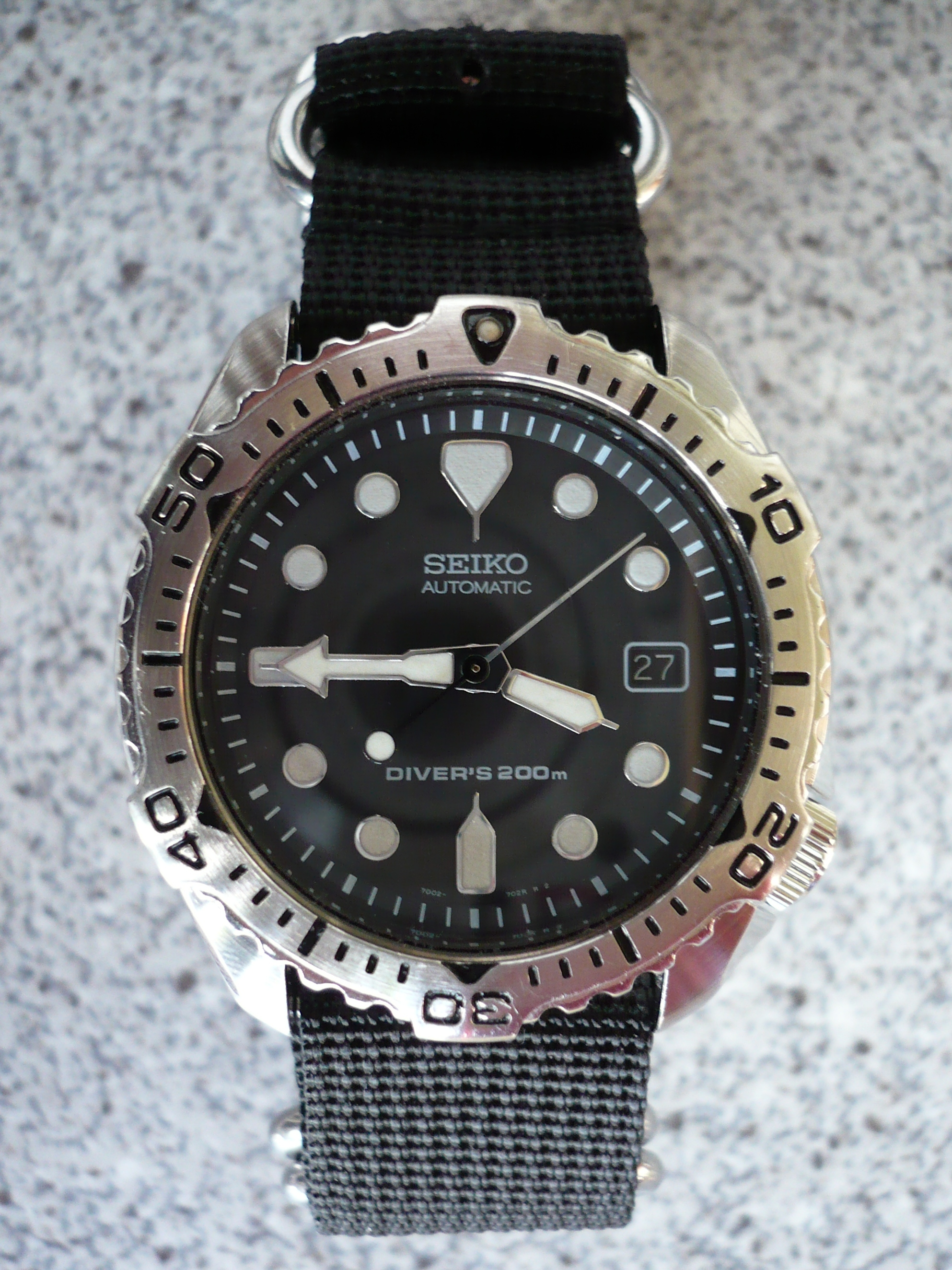
Seiko 7002-7020 з водонепроникністю до 200 м

Наручний годинник — прилад, що носиться на зап'ястку і слугує для індикації поточного часу і виміру часових інтервалів. Найбільшого поширення набули механічні, кварцові і електронні наручні годинники.

## Історія
- 1810: Breguet виготовив наручні годинники на замовлення Королеви Неапольської і перший задокументував факт виготовлення наручних годинників.
- 1820: Т. Прест (Thomas Prest) отримав патент на механізм автопідзавода.
- Компанія Breguet представила годинник, у якому корегування часу і завод здійснювалися однією заводною головкою.
- 1844: А. ЛеКультр винайшов мілліометр — пристрій, що дозволило робити механізми більш мініатюрними.
- 1845: А. Філіп (Adrien Philippe) об'єднався з Patek & Cie і утворили Patek Philippe & Cie.
- 1846: Створена фірма Ulysse Nardin.
- 1848: Л. Брандт (Louis Brandt) відкрив у Ла Круа-де-Фондс власну фабрику, яка потім стала називатися Omega Watch Company.
- 1850-і: Вивід головної пружини у барабан дозволив відмовитися від fusee і зробив годинник більш компактними.
- 1851: Заснована фірма «Warren Manufacturing Company» (згодом «Waltham Watch Company») — одна з найбільш значущих американських вартових фірм.
- 1853: Продано перші серійні годинник.
- 1853: Tissot зробили перший годинник з поясним часом (GMT watch).
- 1858: Заснована фірма Minerva.
- 1860: Заснована фірма Panerai.
- 1860: Заснована фірма Chopard.
- 1865: Заснована фірма Zenith.
- 1868: Ф. Джонс (Florentine Jones) заснував у Швейцарії International Watch Company (IWC).
- 1880: Фірма Girard-Perregaux першою почала масове виробництво наручних годинників для потреб армії.
- 1884: Гринвіцький меридіан було офіційно визнаний нульовим і став початком відліку для часових зон.
- 1886: Заснований комітет Geneva Seal.
- 1892: А. Бонніксен (Aarne Bonniksen) з Ковентрі (Велика Британія) представив механізм «Карусель» («Karrusel»), аналогічний турбійон, але більш ергономічний і простий у виробництві.
- 1894: Заснована фірма Universal Geneve.
- 1904: Cartier зробив годинник для льотчика Альберто Сантоса Дюмона (Alberto Santos Dumont). Комерційні продажі моделі почалися у 1911 році, і до сих пір вона є однією з найпопулярніших.
- 1905: Ханс Вілсдорф разом зі своїм зведеним братом заснували Wilsdorf & Davis, зареєстровану в 1908 р. як Rolex Watch Company.
- 1912: Movado представила модель «Polyplan» — перший наручний годинник зігнутої форми. з «зігнутим» механізмом.
- 1914: Eterna представила перший наручний годинник з функцією будильника.
- 1914: Вперше переданий радіосигнал точного часу.
- 1920: Ч. Е. Гулліт (Charles Edouard Guillaume) отримав Нобелівську премію за винахід сплавів, малочутливих до коливань температури. Застосування цих сплавів у виробництві балансних пружин сильно підвищило точність ходу годинника.
- 1923: Дж. Харвуд (John Harwood) вперше в масових кількостях почав виробляти наручні годинники з автопідзаводом. Цікавою особливістю даного годинника була відсутність заводний головки, її функції виконував верхній безель.
- 1924: На будівлі фабрики компанії Colgate / Palmolive в Джерсі Сіті, NJ розмістили годинник з найбільшим в світі циферблатом. Їх величина становить 50 футів (приблизно 15,24 м).
- 1925: Вперше введено декретний (літній і зимовий) час.
- 1926: Rolex представила модель у водонепроникному корпусі — «Oyster».
- 1928: Jaeger Le Coultre представив модель «Atmos», в якій автоподзавод відбувається при зміні температури.
- 1929: Jaeger-LeCoultre представила найтонший годинниковий механізм. Його розміри склали 14мм x 4,8мм x 3,4 мм, а вага — 1 грам.
- 1931: Jaeger-LeCoultre представив одні з перших спортивних годинників  — модель «Reverso». З метою запобігання від ударів корпус годин можна було перевертати або лицьової, або тильною стороною.
- 1948: Eterna виготовила перший ротор для автоподзавода з використанням підшипника для зниження тертя.
- 1953: Jaeger Le Coultre здійснив переворот у виробництві годинників. У наручних годинниках Futermatic відсутній механізм ручного підзаводу, що робить їх повністю автоматичними.
- 1955: Л. Ессен (Louis Essen) і Дж. В. Л. Перрі (JVL Perry) створили Атомні Годинник.
- 1959: Piaget виготовив 12P, найтонший (2,33 мм) механізм з автопідзаводом.
- 1962: Rado зробила перші в світі годинник з матеріалу стійкого до подряпин — модель «Diastar 1».
- 1979: Vacheron Constantin представив модель «Kallista» — найдорожчий годинник у світі. Посипані діамантами загальною вагою 130 карат, годинники коштують близько 9 000 000 доларів США.
- Середина 1980-х: Після спаду виробництва механічних годинників (через популярність кварцових) знову відроджується їх виробництво.
- 1986: Patek Philippe представила столітній календар.
- 1989: Найскладніші годинник у світі — модель Patek Philippe Caliber 89 — були продані на аукціоні «Мистецтво Patek Philippe» в Габсбурги за 3.2 мільйона доларів США. Годинники мають 33 різні функції і збиралися протягом 9 років.
- 1991: Юнгханс (Junghans) створює годинник «Mega 1», що приймають радіосигнал для синхронізації часу за Атомним Годинником.
- 1996: Ф. Дюфо (Philippe Dufour) представив годинник «Duality», що мають подвійний анкерний механізм — альтернатива турбійон
- 1999: IWC представила модель «Deep One», перші механічні годинники з глибиноміром

## Класифікація наручних годинників

### За принципом дії
Існують три основні види механізмів для годинників: механічні, електромеханічні (кварцові) і електронні.

#### Механічні годинники

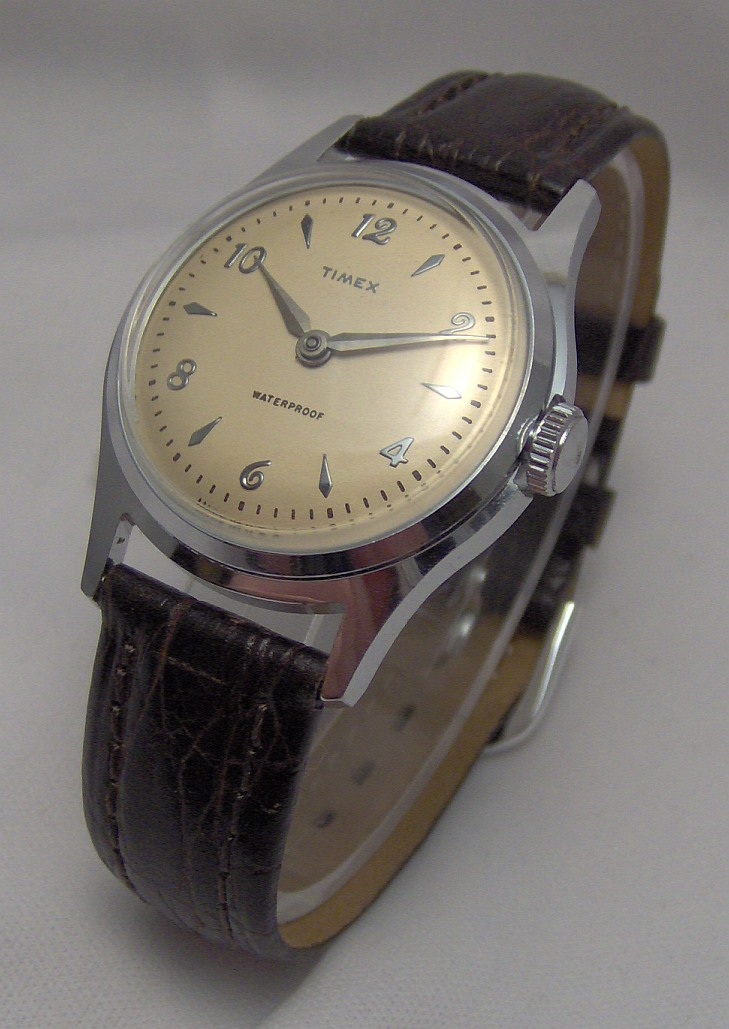
Наручний механічний годинник

Механізм такого годинника приводить у дію туго заведена пружина. Сталість ходу механізму забезпечує балансир, який через рівні проміжки часу дозволяє просування коліс годинникового механізму, рух годинникових стрілок відносно циферблату та розкручування завідної пружини. Як наслідок, механічні годинники потребують періодичного заведення, для поновлення енергії завідної пружини. Особливістю механічних годинників є нерівномірне зусилля на завідній пружині, що може призводити до неточності ходу годинника при розкручуванні пружини. Для уникнення цього ефекту зменшують тертя в механізмі шляхом підвищення точності виготовлення деталей механізму, що, загалом, впливає на вартість механічних годинників.
Для механічних наручних годинників існує допустима шкала похибки точності ходу. Офіційно вона становить від +40 до −20 секунд на добу. Для того, щоб зменшити цю похибку, виробники додатково облаштовують годинники пристроями автопідзаводу. Цей механізм дозволяє при коливаннях годинника в автоматичному режимі підкручувати завідну пружину. Механізм автопідзаводу виявляється марним при малорухомій роботі. Недоліком годинників з такою функцією є те, що годинники з механізмом автопідзаводу є більш масивними і важкими.
Механічний годинник працює завдяки безлічі складних пружин і шестерень. Тому такий механізм може чутливо реагувати на навколишнє середовище. Волога, пил, удари і магніти – це чотири причини всіх бід механічних годинників. На щастя, більшість сучасних моделей розробляють таким чином, щоб протистояти цим факторам, але слід подбати про них.
Вартість механічних годинників зазвичай вища, ніж кварцових, оскільки механічні годинники вимагають тонкого ручного налаштування при збірці, у той час як більшість операцій із виготовлення деталей та збірки механізму кварцових годинників виконується автоматично. При цьому вартість окремих (не колекційних) екземплярів може сягати вартості середнього автомобіля.

#### Кварцові годинники

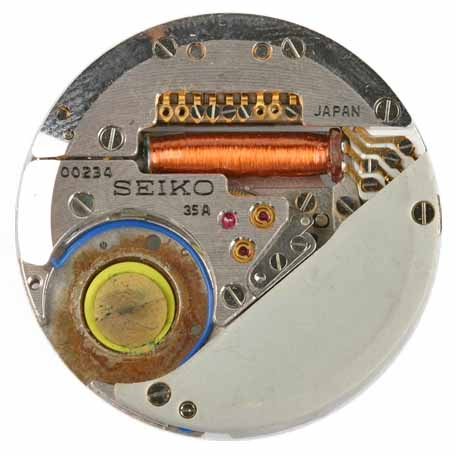
Кварцовий механізм Seiko Astron 1969 року випуску

Джерелом енергії для кварцових годинника є батарейка або акумулятор. Замість маятника використовується кристал кварцу. Електронний генератор на основі кварцового кристала подає стабільні імпульси на кроковий електродвигун, який приводить у дію колісний механізм годинника. Той, у свою чергу, пересуває стрілки на циферблаті. Різні моделі кварцових наручних годин можуть мати як стрілочний механізм для візуального відображення часу, так і цифровий дисплей. У порівнянні з механічними годинниками, кварцові мають вищу точністю ходу. Офіційно допустима похибка для кварцових наручних годинників становить від +20 до −20 секунд на місяць. Такі годинники не потребують підзаводу. Необхідно лише раз на декілька років міняти батарейку, годинники з акумулятором можуть працювати близько десяти років до вичерпання ресурсу акумулятора, але раз на декілька місяців вимагають підзарядки акумулятора — від сонячного світла або коливань годинника. Механізм кварцового годинника зазвичай міцніший і надійніший за механічний механізм.

#### Електронний годинник

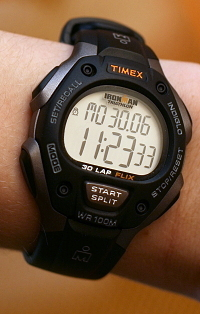
Наручний електронний годинник

Електронними годинниками називають кварцові годинники з цифровою індикацією на дисплеї. У них імпульси електрогенератора перетворюються електронною схемою у сигнали, які відображаються на дисплеї годинника у вигляді змінних знакомісць на циферблаті. Можливий і гібридний варіант, коли разом із цифровим дисплеєм використовується індикація часу за допомогою стрілок. Якщо електронний годинник поспішає або відстає, можна виправити час, встановивши новий, у деяких моделях поправка показників тягне за собою зміну частоти коливань.

### За призначенням
- Класичні — мають строгий дизайн, найчастіше не забезпечуються зайвими функціями.
- Складні годинники — годинники, що має додаткові функції-ускладнення.
- Спортивні годинники — годинники для експлуатації у важких умовах. При виготовленні застосовують особливо стійкі матеріали і прокладки для захисту від вологи та ударів.
- Хронометри — годинник підвищеної точності і стабільності ходу, добова похибка якого не повинна перевищувати +6/-4 сек для механічних годинників.
- Хронограф — годинник з секундоміром. Годинниковий механізм і секундомір працюють незалежно один від одного.
- Дизайнерські — годинник особливої роботи дизайнера. Мають різні форми і кольори корпусу.
- Ювелірні годинник — предмет розкоші, один з видів дизайнерських годинників. Для виготовлення використовують золото, платину та інші дорогоцінні метали, а також дорогоцінні камені.
- Жіночі годинники — годинники, створені спеціально для жінок, основне завдання яких бути частиною гардеробу. Їх зазвичай створюють як прикрасу, нерідко використовуючи дорогоцінні матеріали.

## Експлуатаційні якості

### Точність
Точність популярних механічних годинників становить близько 15—20 секунд відхилення на добу і залежить від регулярності заведення, температури, режиму носіння та, навіть, положення, в якому лишається знятий на ніч годинник.
Точність популярних кварцових годинників становить близько 15—20 секунд відхилення на місяць.
Ці значення зазначаються у паспорті годинника як граничні, реальні відхилення звичайно менші в 2-3 рази від заявлених.

### Водонепроникність
Стійкість до води зазначається відповідним маркуванням: в метрах глибини занурення або тиску водяного стовпа. Глибина занурення або тиск є показником, на якому проводились випробування годинника, а не показником, що визначає можливості експлуатації за таких умов — при цьому мається на увазі, що при ударі годинника об поверхню води або внаслідок різкого руху при плаванні локальний вплив води може багаторазово перевищувати тиск при випробуваннях. 1 атмосфера тиску відповідає 10 метрами занурення.
За ступенем водозахисту всі наручні годинники поділяють на наступні класи:
- Неводостійкі годинники — є негерметичними. Контакт з водою для них протипоказаний.
- Водостійкі годинники (30 м) — на годиннику є позначка WaterResistant (WaterResist) або 30M WaterResistant. Такі годинники здатні витримати незначний контакт з водою. У такому годиннику не можна плавати.
- Водостійкі годинники (50 м) — у годиннику можна приймати ванни і душ, або плавати, але вкрай небажано пірнати.
- Водостійкі годинники (100—200 м) — у годиннику можна купатися і займатися водними видами спорту, в них можна плавати і пірнати на невелику глибину, плавати в масці, проте вони не призначені для занурення з аквалангом.
- Водостійкі годинники (від 200 м) — у такому годиннику можна здійснювати глибинні занурення. Існують професійні дайверські механічні годинники, здатні витримувати тиск на глибинах до 1500, 2000 і навіть 6000 метрів. Такі годинники, зазвичай, обладнані гелієвим клапаном, що вирівнює внутрішній тиск усередині корпусу годинника із зовнішнім тиском при спливанні.

Водостійкі годинники після 2-3 років, зазвичай, втрачають герметичність через розсихання прокладок. У зв'язку з цим, потрібно раз на 2-3 роки здійснюють перевірку герметично стійкість годинника і міняють прокладки — звичайно разом з батарейками.
Рівень водозахищеності годинників вказується на задній кришці виробу і вимірюється в атмосферах. Для повсякденного носіння достатньо рівня водонепроникності у 3-5 атмосфер.

### Ударостійкість
Механічні годинники за рахунок більш складного механізму завжди значно поступаються за ступенем ударостійкості кварцовим. Оптимальним для повсякденної, не надмірно активної експлуатації, є годинник, що відповідає стандарт у ISO-1413: годинник перевіряються на падіння з висоти метра на поверхню із твердих сортів дерева.

## Складові частини та конструктивні особливості

### Корпус
Якщо не брати у розрахунок наддорогі моделі наручних годинників, для виготовлення яких застосовуються різні дорогоцінні матеріали, то можна виділити п'ять основних видів матеріалу, з якого виготовляються наручний годинник.
- Нержавіюча сталь — найуживаніший вид матеріалу для виготовлення наручних годинників. Сталь відрізняється високою твердістю та хімічної інертністю.
- Латунь — застосовується рідше ніж сталь. Латунь є досить міцним матеріалом. Недоліком наручних годинників виготовлених із сталі і латуні є порівняно велика вага.
- Алюмінієві сплави. З алюмінію виготовляють наручні годинники початкового цінового діапазону. Пов'язано це з недовговічністю алюмінієвих годинників. Алюмінієвий годинник відрізняються малою вагою.
- Пластмасові годинники. Ціновий розкид залежить від сорту використовуваних виробником пластмас. Солідні виробники використовують гарні нешкідливі й надійні сорти пластмас. Найдешевші пластмасові годинники виготовляються з низькосортної пластмаси, яка не має достатнього запасу міцності для тривалої експлуатації виробу.
- Титан у чистому вигляді не застосовується для виготовлення корпусів наручних годин через свою крихкість. Для цього застосовують його сплави, оскільки вони більш пластичні. Наручний годинник у титановому корпусі набагато легше сталевих і, через низьку теплопровідність титану, «теплий» на дотик. Мінусом титанового корпусу є висока схильність його до подряпин. Крім того титанові корпусу схильні до підвищеної адгезії — тому годинник виконані з титану рекомендується відкривати час від часу, щоб задня титанова кришка не приросла «намертво» до корпусу.

### Скло
Ціна годинника у багато-чому залежить від твердості та якості скла. У годинному виробництві, зазвичай, використовуються 4 основних типи скла:
- Sapphire або сапфір — найтвердіше і найдорожче скло. Годинник з сапфіровим склом, при належному використанні, буде упродовж років виглядати як новий.
- Cristal або кришталь — друге за якістю скло, встановлюється на годиннику середнього рівня.
- Mineral або мінеральне — трохи гірше за твердістю. Як кришталь, так і мінеральне скло можна подряпати сталевими предметами. При вартості, що співвідносить з пластиковим склом, це скло міцніше і нанести подряпини на ньому набагато важче. Це найпопулярніше скло, яке використовується при виробництві наручних годинників.
- Пластикове скло. Легко дряпається. Не використовується у гарних водонепроникних годинниках. Плюсом є невисока вартість матеріалу.

### Кришка
Можна виділити наступні основні типи кріплення задньої кришки:
- Кришка-хлопавка — найпростіший і не найнадійніший варіант, вона надівається на кільцевий виступ корпуса, тримається фактично на терті;
- Кришка, що кріпиться через ущільнювач до корпуса годинника на чотирьох або більше гвинтах. Це найбільш поширений варіант для годинників середньої цінової групи.
- Гвинтова кришка — найнадійніший варіант кріплення. Вона вгвинчується у корпус годинника, що забезпечує максимальну герметичність, а значить і підвищену водонепроникність годинника.

## Ремінці та браслети
Для кріплення годинника на руці використовують ремінці (зі шкіри, нейлону, каучуку та подібних матеріалів), та металеві або кварцеві браслети (плетені або сегментні).
Ремінці зі шкіри звичайно використовують з годинниками, які одягають до ділового костюму; синтетичні ремінці та ремінці з каучуку — до похі́дного, спортивного, мілітарного одягу; браслети — до ділових костюмів та з сорочками з коротким рукавом.
Можливості використання жіночих ремінців та браслетів, окрім похідного та спортивного призначення, більш широкі, а в ролі ремінців можуть застосовуватись стрічки або навіть невеликі шовкові хусточки, при цьому важливо, щоб їх колір, або стиль ремінців та браслетів відповідали стилю інших аксесуарів.
Як ремінці похідного та мілітарного призначення останнім часом отримали поширення ремінці НАТО, перевагою яких є надійніша фіксація на руці та здатність утримувати годинник навіть з одним відламаним вушком.